# Distretto di Yicheng
Il distretto di Yicheng (驿城区S, Yìchéng QūP) è un distretto della Cina, situato nella provincia di Henan e amministrato dalla prefettura di Zhumadian.